# Centro Nacional de Análisis Genómico
El Centro Nacional de Análisis Genómico (CNAG) es una institución especializada en secuenciación masiva y análisis genómico que se encuentra en el Parque Científico de Barcelona. 
Fue fundado el 2009 por el Ministerio de Economía y Competitividad español y el Departament de Salut y el Departament d'Economia i Coneixement del Gobierno de Cataluña, aunque no empezó a funcionar hasta marzo de 2010 y desde su fundación ha estado dirigido por el doctor Ivo Gut.
Los proyectos de secuenciación y análisis de datos engloban áreas de investigación tales como genética del cáncer, enfermedades raras, interacciones huésped-patógeno, estudios evolutivos y mejora de especies de interés agrícola, en colaboración con científicos de universidades, hospitales, centros de investigación y compañías biotecnológicas y farmacéuticas.
El centro de procesamiento de datos del CNAG fue diseñado y está administrado por el BSC. 
Esta institución ocupa uno de los primeros puestos europeos en secuenciación masiva, gracias al uso de tecnologías de última generación es posible secuenciar varios genomas humanos cada día.
El CNAG obtuvo la acreditación de la Entidad Nacional de Acreditación (ENAC) para la realización de análisis genómicos a gran escala. Todos los estudios se desarrollan bajo un marco legal acorde con la normativa ISO/IEC 17025:2005 y de competencia técnica. Así se aseguran que los datos producidos tienen la calidad requerida por sus clientes. El centro cuenta con otras certificaciones como Agilent Certified Service Provider (CSP) for Target Enrichment System for NGS, Illumina Certified Service Provider (CSPro) for sequencing, Roche Sequencing Solutions Certified Provider y SGS Certification ISO 9001: 2008.
El Centro Nacional de Análisis Genómico forma parte de la Infraestructura Integrada de Tecnologías Ómicas junto con el Centro de Ciencias Ómicas de la Universidad Rovira i Virgili, i la Unitat de proteòmica del Centro de Regulación Genómica y la Universidad Pompeu Fabra.

## Unidades de Trabajo
El centro está dividido en 3 unidades distintas coordinadas entre ellas:
- Unidad de Secuenciación: El biorepositorio recibe muestras de ARN y ADN que serán sometidas a un control previo a la secuenciación. En el caso del DNA se determina la integridad de las muestras y se detectan inhibidores a la reacción en cadena de la polimerasa (PCR), mientras que las muestras de ARN se evalúan en degradación mediante el Agilent 2100 Bioanalyzer. Ambos tipos de muestras se cuantifican para saber su concentración. Posteriormente el equipo de Producción secuencia las muestras utilizando tecnología MinIon de Oxford Nanopore Technologies, Illumina HiSeq 4000, HiSeq 2500, HiSeq 2000, Illumina MiSeq y cBots.
- Unidad bioinformática. Desarrollo, mejora y automatización de las herramientas de análisis computacional.
- Genome Research: El grupo de investigación del genoma centra sus esfuerzos de investigación en el desarrollo de herramientas analíticas y bioinformáticas para Next Generation Sequencing (NGS) y en el análisis e interpretación de la información del genoma. La investigación está organizada en siete temas interconectados: Biomedical Genomics, Single Cell Genomics, Genome Assembly and Annotation, Comparative Genomics, Structural Genomics, Population Genomics y Bioinformatics Development and Statistical Genomics.

El CNAG trabaja mayoritariamente con secuenciación al azar (shot-gun sequencing), tal hecho implica fragmentar el ADN o ARN, obteniendo millones de pequeñas secuencias que deben ser ordenadas, alineadas entre ellas y/o con un genoma de referencia.
Llevan a cabo extensos controles de calidad, para evitar la confusión entre variaciones puntuales (SNPs, indels, etc) y errores de secuenciación. También secuencian ARN para estudiar el transcriptoma, realizan análisis de expresión diferencial en distintas muestras gracias a GEM-split-mapper y Flux Capacitator, este último permite cuantificar la expresión de cada gen, y si las hay, las diferentes isoformas para dicho gen.
En otros casos, cuando no se dispone de un genoma de referencia para dicha especie o se quieren ver variantes estructurales, se aplica un ensamblaje de novo. Por ejemplo, en la investigación de enfermedades cuya base genética está relacionada con fusiones génicas.
También trabajan extensamente con metodologías de sequenciación en base Illumina (por ejemplo  Illumina HiSeq 4000, HiSeq 2500, HiSeq 2000 y  Illumina MiSeq).

## Áreas de Investigación
CNAG centra sus recursos en el análisis y la interpretación de la información genómica en cinco áreas de interés:
- Identificación de genes relacionados con enfermedades.
- Genómica del cáncer.
- Genómica de infecciones.
- Genómica de organismos modelo (por ejemplo el genoma del olivo[6][7] o el del melocotón[8]).
- Biología Sintética.

## Proyectos Actuales
El centro, aparte de su labor como asesor en análisis genómico y centro de sequenciación externo, también participa activamente en numerosos proyectos de carácter nacional e internacional:
- SINGEK (Promoting SINgle cell GEnomics to explore the ecology and evolution of hidden microeuKaryotes)
- ELIXIR - EXCELERATE
- MuG (Multi-scale complex Genomics)
- B-CAST (Breast-CAncer STratification)
- BBMRI-LPC
- IBD-CHARACTER (Inflammatory Bowel Disease CHARACTERization)
- RD-CONNECT (Rare Disease Connect)
- ChrCycle (Chromatine Cycle)
- BLUEPRINT
- LYNX GENOMICS
- AirPROM Archivado el 3 de diciembre de 2016 en Wayback Machine. (Airway Disease Predicting Outcome through Patient Specific Modelling)
- ICGC - CLL (Genomic study of Chronic Lymphocytic Leukaemia)
- PRIMATES